# Juanín de Mieres
Juan Menéndez Muñiz, Juanín de Mieres, fue uno de los cantantes de tonada asturiana de mayor renombre. Nació en barrio de Oñón (Mieres) el 14 de octubre de 1905 y murió en Gijón el 13 de septiembre de 2003 .
Su afición por la música le vino por ambiente familiar y ya de niño empezó a cantar en diversos orfeones convirtiéndose enseguida en su voz principal, aunque él siempre ha reconocido que su verdadera escuela eran los chigres, tabernas tradicionales asturianas donde se juntaba con amigos para cantar y beber sidra. A los 15 años recibió su primera ovación en el Carnaval mierense, un año después era el solista en la cuerda de barítonos en la capilla “Sacra de Mieres”, y a los 19 años entró a formar parte del orfeón de Gijón, donde viviría 31 años.
En el año 1948 era la gran estrella del concurso organizado por el diario “Región” que era el de mayor importancia de quienes se organizaban en aquellas eras.
Dejó grabadas más de 40 tonadas en nueve discos y en ninguna a estar acompañado por la gaita . Destacan entre ellas “A la salida del Sella”, “Pasé el puerto de Pajares”, “Canta bien, niña”, “Arrea, carretero” o Los “xatiquinos”.
Su voz y su estilo personal le hace ser una referencia obligada dentro del mundo de la canción asturiana, ocupando un lugar destacado junto a otro importantes cantantes como Xuacu el de Sama, Ángel “el Maragato”, Miranda o Cuchichi .
El periodista Ricardo Vázquez Prada lo bautizó como El Almirante de la tonada.
Durante 60 años ha vivido en su villa de Mieres, pasando sus últimos años de vida en Gijón a donde se trasladaron sus hijas para trabajar en la empresa siderúrgica Uninsa.